# Ledenik
Ledenik je tok ledu v visokogorju ali v polarnem svetu, ki se zaradi lastne teže in gravitacije pomika v nižjo lego.

## Nastanek ledenika
Ledeniki so ledene 'gmote', ki nastanejo pri temperaturah, ki so trajno prenizke da bi ves sneg skopnel. Nastanek ledenika pogojuje tudi snežna meja. Sedaj se ledeniki talijo, ker je podnebje prevroče, da bi zdržali na naši 'ugodni' temperaturi. Ledeniki nastanejo iz sladke vode, morski pa nastanejo iz slane. Leta 1850 je led prekrival skoraj 4.474 kvadratnih kilometrov Alp, do leta 2000 pa se je površina ledenikov zmanjšala na 2.272 kvadratnih kilometrov. Ker se povprečna temperatura Zemlje dviga, se dviga tudi minimalna temperatura, pri kateri nastajajo ledeniki. Geologi in geografi že dolgo zbirajo natančne podatke o stanju ledenikov. Že trideset let lahko spremljamo ledenike tudi z različnimi sodobnimi geodetskimi metodami in metodami daljinskega zaznavanja. Dandanes vse večje grenlandske, antarktične in norveške ledenike satelitsko snemajo z veliko prostorsko ločljivostjo. V zadnjem desetletju ledenike snemajo še s posebnimi radarji na satelitih.  Za manjše in srednje velike ledenike  zadostuje laserski bralnik (čitalec) na letalu. Z letalskim laserskim višinomerstvom ter aerofotogrametrijo so posneti na primer švicarski in avstrijski ledeniki. Poceni metoda za popis ledenikov je običajna fotogrametrija (fotografiranje zemeljskega površja in izdelovanje kart na podlagi dobljenih posnetkov). In prav ti podatki dajo slutiti, da se večina 160.000 ledenikov na Zemlji zaradi otoplitev počasi krči in tanjša. Še več -  stopnja tajanja se je dramatično povečala v najtoplejšem desetletju med letoma 1990 in 2000.
Za manjše dolinske ledenike je usodno povišanje povprečne globalne temperature na zemeljskem površju, ki se je v 20. stoletju dvignila za okrog 0, 6 °C. Zadnje desetletje je bilo v globalnem merilu najtoplejše, ob tem pa je bil ta porast na severni polobli v 20. stoletju najverjetneje največji v enem stoletju v zadnjih tisoč letih. Satelitski podatki kažejo, da se je obseg zasneženih površin od leta 1960 zmanjšal za 10 %. Tudi v Sloveniji se je povprečna letna temperatura zraka (v obdobju 1951 do 2000) povečala za 1 °C.  Na primer na Kredarici (2514 m), kjer so se opazovanja začela šele leta 1954, je povprečna letna temperatura zraka narasla za 1,2 °C. Zlasti izrazito se je temperatura zraka dvignila po letu 1980, leto 2000 pa je bilo v Sloveniji najtoplejše leto, odkar je organizirana mreža meteoroloških merjenj.
Po nekaterih napovedih naj bi se do konca stoletja povprečna poletna temperatura dvignila za tri stopinje Celzija, ledeniki v Alpah pa naj bi posledično izgubili kar 75 odstotkov svoje površine. Znanstveniki opozarjajo, da tudi če bi se klimatsko segrevanje ustavilo, bi se tajanje ledenikov nadaljevalo, to pa pomeni tudi resne posledice predvsem za prebivalce na območju Alp, kjer so mogoče tudi velike poplave.
Zrnata struktura v ledu omogoča premikanje ledenika zaradi gravitacije

## Razdelitev ledenika
- Zgornji del
nastajanje ledu (zaradi nizke temperature se led ne tali)
- Spodnji del
taljenje ledu (višja temperatura)
Ledenik je ustaljen, če je nastajanje ledu v zgornjem delu ledenika v ravnotežju s taljenjem v spodnjem delu. Pravimo, da jezik ledenika miruje.

## Tipi ledenikov
Glede na kraj nastanka in njihov obseg delimo ledenike v dve skupini: 
- celinski ledeniki ali ledeni pokrovi nastajajo v območjih blizu severnega in južnega tečaja Zemlje in se večinoma stekajo z obale neposredno v morje, kjer se s tako imenovanega čela ledenika v morje oziroma ocean lomijo ledene gore (največja ledeniška gmota je celinski ledeni pokrov na Antarktiki, sledijo ledeni pokrovi na Grenlandiji in delih Islandije, Norveške in Aljaske);
- alpski ali dolinski ledeniki nastajajo v visokogorju in se razlikujejo glede na lokacijo nastanka (npr. krniški, pobočni, dolinski, viseči ledenik).

### Kopni ledeniki

#### Gorski ledeniki
- Alpski tip ledenika
Krniški ledenik
Pobočni ledenik
Dolinski ledenik

- Turkestanski tip ledenika
ozki in dolgi ledeniki, napajajo se s plazovi
- Aljaški tip ledenika
široki ledeniki, ki so neodvisni od reliefa
- Norveški tip ledenika
led se nabira v fjellih
Imenujemo jih tudi celinski led.

### Obrežni ledeniki in morski ledeniki
- Ti ledeniki segajo od obale v morje. 
Nanje vpliva plimovanje, lomljenje
Morski tokovi odnašajo ledene gore

## Ledeniki na Slovenskem
- Ledena doba
Dravski ledenik
Bohinjski ledenik
Jezerski ledenik
(Kamniško-)bistriški ledenik/Kamniška bistrica
Ledenik Logarske doline (Zgornjesavinjski ledenik/Zgornja Savinjska dolina)
Soški ledenik
Zgornjesavski ledenik (Zgornejsavska dolina)
- sedanji ali nedavni
Triglavski ledenik
Ledenik pod Skuto
Kaninski ledenik (vzhodni in zahodni) na severni strani Kanina (Italija)
Ledenik Skedenj na severni strani Prisanka/Prisojnika
Prestreljniški ledenik
Vršiški ledenik

## Ledeniški pojavi - posledica delovanja ledenika
- morena ali ledeniška groblja je gruščnat material, ki pada na ledenik, ker ga ta brusi s tal in brežin in ga prenaša in odlaga v obliki bočne, čelne, sredinske/osrednje in talne morene;
- balvan, krnica, oraženec;
- ledeniški lonec je kotliču podobna luknja, ki jo ledeniški potok, poln kamenja, izdolbe v površino ledenika;
- ledeniška dolina je gorska dolina, običajno ima obliko črke U (koritasta);
- ledeniško jezero;
- obvisela dolina;
- ledeniška poč ali razpoka je podolžna ali prečna razpoka na površju ledenika, nastala zaradi različne hitrosti premikanja ledu in zaradi raznolikosti terena, prek katerega teče ledenik;
- ledeniški rob je mesto, do kamor seže zunanji rob ledenika ali celinskega ledu;
- ledeniška vrata: odprtina na čelu ledenika, skozi katero teče ledeniški potok;
- ledeniški potok je voda iz staljenega ledu;
- ledeni pokrov
- ledeniški jezik
- ledeniški srenec ali firn
- seraki so ogromni ledeni bloki, ki nastanejo ob ledeniškem prelomu.